# Likee
Likee (voorheen LIKE) is een app voor het maken en delen van korte video's. De app is beschik baar voor iOS en Android besturingssystemen. De eigenaar is het Singaporaanse technologiebedrijf BIGO Technologie. Het moederbedrijf hiervan is het Chinese JOYY Inc. welke op de NASDAQ beurs geregistreerd staat. De oprichter van Likee is Jason Hu, een ondernemer uit Singapore die eerder voor JOYY werkte.

## Geschiedenis
Likee heette oorspronkelijk LIKE tot het midden 2019 opnieuw werd ontworpen.
In het tweede kwartaal van 2019 had Likee 80,7 miljoen actieve gebruikers.
In 2017 werd Likee beoordeeld als een van de beste entertainmentapplicaties van Google Play.

## Privacy
Net als andere video-apps is Likee door de internationale gemeenschap veroordeeld wegens problemen met privacy en gevoelige inhoud. Verschillende wetshandhavingsinstanties hebben gewaarschuwd dat de app kinderen kan blootstellen aan seksueel misdadigers.
Als reactie op de zorgen om privacy heeft BIGO Technologie en 2019 functies voor ouderlijk toezicht toegevoegd, waarmee ouders en verzorgers van Likee gebruikers de toegang tot de bepaalde inhoud kunnen controleren en beperken. Consumententoezichthouders hebben deze functies echter als ineffectief beschreven.
In juni 2020 verbood de Indiase regering Likee en 58 andere apps van Chinese bedrijven zoals TikTok. De benoemde redenen hiervoor waren privacy problemen. Er werd beargumenteerd dat de app een bedreiging zou zijn voor de soevereiniteit en veiligheid van het land. Spanningen aan de Indiase-Chinese grens en relaties tussen de twee landen verslechterden voorafgaand aan het verbod en hebben mogelijk meegewogen in de beslissing om deze in te voeren.